# Pantagruel (diablotin)
Ne doit pas être confondu avec Pantagruel ou Pantagruel (journal).
Le mot Pantagruel a été utilisé comme nom propre pour qualifier un diablotin avant d'être utilisé par Rabelais dans le roman éponyme. Il prend son origine dans le vocabulaire de la fauconnerie et de l’ornithologie.  

## Un personnage desMystères
Abel Lefranc établit en 1922 que le personnage de Pantagruel se trouve dans deux Mystères du XVe siècle. Dans le Mystère des actes des apôtres de  Simon Gréban, Pantagruel est l'un des quatre diablotins qui forment l’escorte de Lucifer. « Dominant les régions marines », l'une de ses occupations favorites consiste à verser du sel dans la bouche des buveurs endormis afin d'attiser leur soif.

## Étymologie
Dans le roman Pantagruel, le narrateur Alcofrybas invente une étymologie facétieuse, déclarant que son nom s'explique par le grec « panta », tout, et la langue hagarene (celle d'Agar, désignant donc la langue arabe) gruel, pour assoiffé. Le grammairien Gilles Ménage et le philologue Jacob Le Duchat, la locution « avoir le pantagruel » est attestée au  XVe siècle pour qualifier la sensation de soif. Poursuivant une remarque de Lazare Sainéan, qui rapproche le terme pantois d'une difficulté de respiration,  Philippe Walter établit que le terme « pantais » ou « pantois » désigne au  XIIe siècle un type d'asthme pouvant affecté certains oiseaux et que « gruel » est un adjectif qui se rapporte à la grue. La mythologie gallique représente des géants avec des attributs d'oiseaux, ce qui appuie cette hypothèse.